# 马科斯·弗洛雷斯
马科斯·弗洛雷斯(Marcos Abel Flores Benard, Marcos Flores)，阿根廷足球运动员，1985年10月23日出生。

## 职业生涯
马科斯·弗洛雷斯出道于阿根廷球队圣菲联队（Unión de Santa Fe）的青年队，随后在该队升级为职业球员并效力至2006年。2006至2008年，弗洛雷斯效力于圣大非省另一支球队纽韦尔老男孩，但在2007至2008期间以租借的方式回归母队圣菲联。2009年他转投智利联赛球队库里科。

### 阿德莱德联
2010年，弗洛雷斯加盟澳大利亚超级联赛球队阿德莱德联，并在这里取得了巨大的成功。在2010至2011赛季澳超比赛中，弗洛雷斯帮助球队获得联赛第三名，共出场31次打进9球奉献8助攻，最终获得澳超最佳球员和最佳外援奖项。

### 河南建业
2011年6月，阿德莱德联为弗洛雷斯开出了球队史上最高的32万美元年薪，希望籍此留住球队的这名核心球员。但中超的河南建业为他提供了一份为期2年半年薪80万美元的合同。最终弗洛雷斯在2011年7月以50万美元的转会费加盟河南建业。
2011年7月10日，弗洛雷斯在河南建业客场挑战长春亚泰的比赛中完成处子秀，并在这场首秀中攻入一球。